# Licab
Licab (Bayan ng Licab - Municipality of Licab) es un municipio filipino de cuarta categoría, situado en la parte central de la isla de Luzón. Forma parte del Primer Distrito Electoral de la provincia de Nueva Écija situada en la Región Administrativa de Luzón Central, también denominada Región III.

## Geografía
Municipio situado 155 kilómetros al norte de Manila,  en la parte más baja de la provincia, durante la época de lluvias cinco de sus barrios suelen inundarse.
Linda al norte con el municipio de Guimba; al sur con los de Zaragoza y de Aliaga; al este con Quezón; y al oeste con la provincia de Tarlac, municipios de Victoria y La Paz.

### Barangays
El municipio de Licab se divide, a los efectos administrativos, en 11 barangayes o barrios, conforme a la siguiente relación:
| - Aquino - Linao - Norte de la Población. | - Sur de la Población. - San Casimiro - San Cristóbal | - San José - San Juan - Santa María | - Tabing Ilog - Villarrosa |  |

## Historia

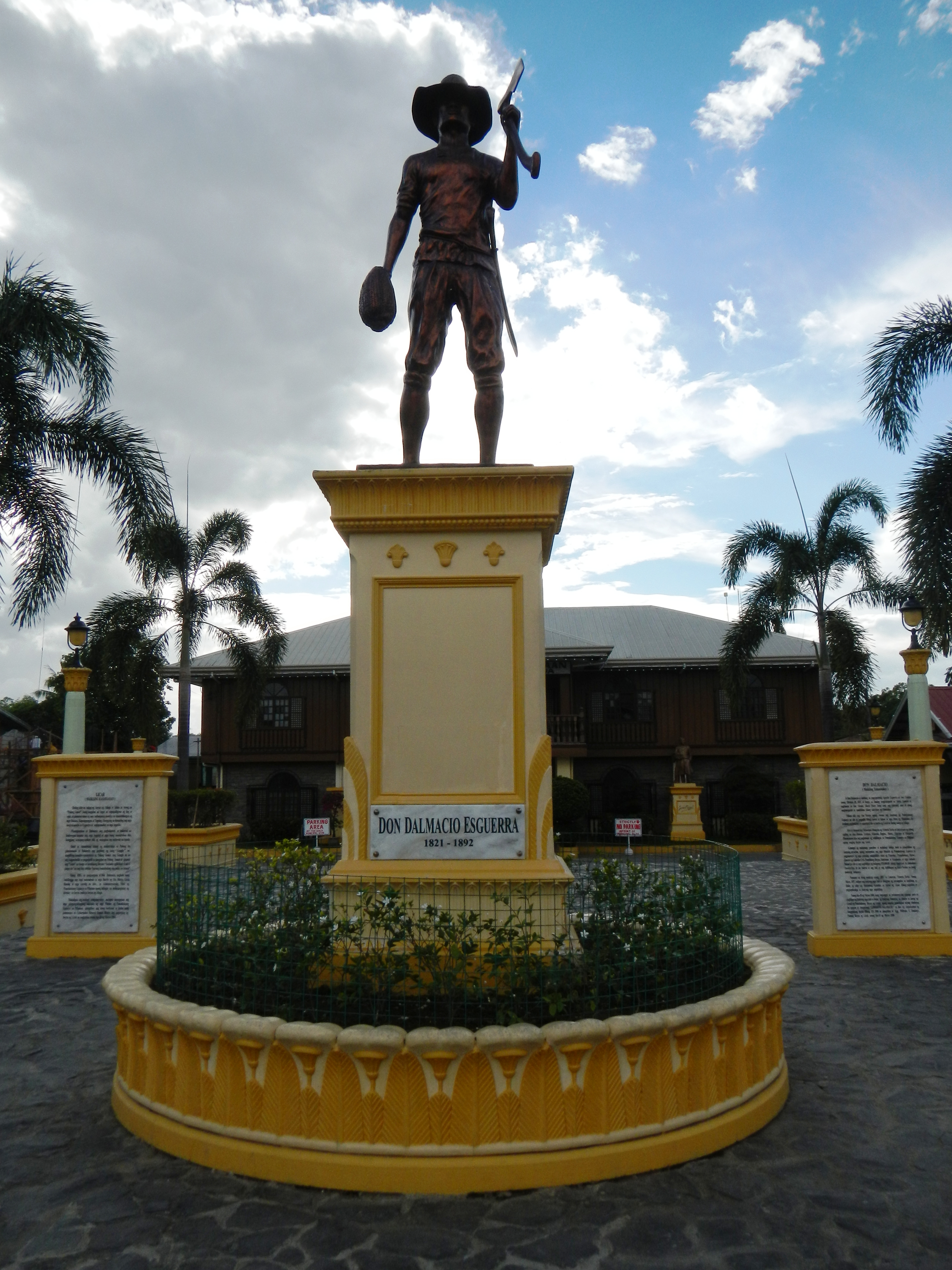
Monumento al fundador Dalmacio Esguerra.

Licab era antes un barrio de  Aliaga de Nueva Écija. En 1835 llegaron para establecerse Dalmacio Esguerra y su hermano Tomás, quienes llamaron al lugar Pulong-Samat, tras su exitosa labor cambió el nombre del lugar por el de Licab, palabra que en idioma ilocano significa raspar.
El municipio data del  28 de marzo de 1894.

## Patrimonio

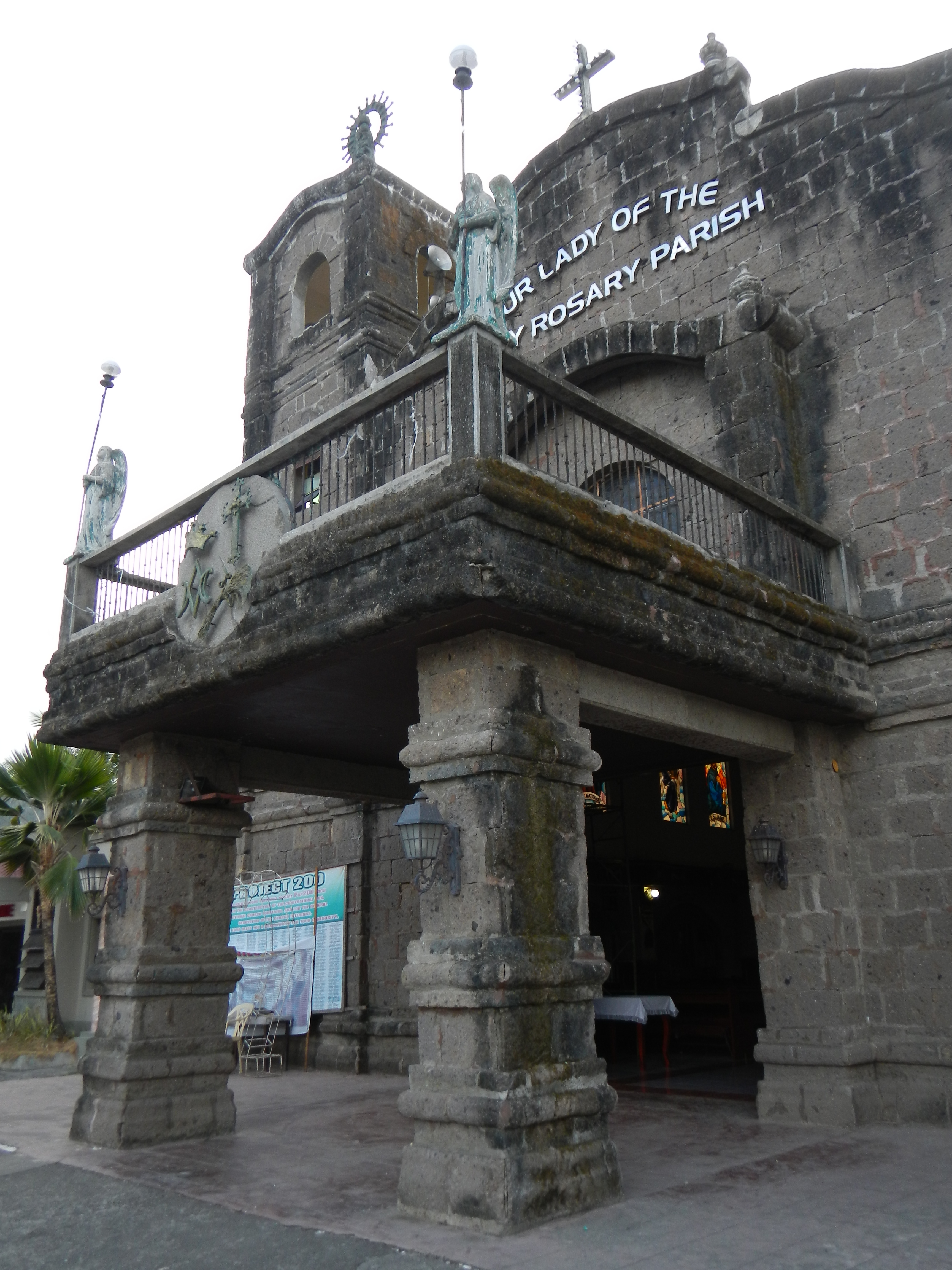
Iglesia parroquial católica.

Iglesia parroquial católica bajo la advocación de Nuestra Señora del Rosario, perteneciente al Vicariato de Santo Domingo de la Diócesis de San José en las Islas Filipinas en la Arquidiócesis de Lingayén-Dagupán.
En 1905 la iglesia estaba hecha de bambú y nipa, fue incendiada en 1964, para se reconstruida. inaugurándose el nuevo tempolo el 29 de mayo de 1969.
En octubre de 2005, mediante decreto papal fue proclamada como patrona Nuestra Señora del Santo Rosario, Mahal na Birhen ng Santo Rosaryo, siendo cura párroco Rubén Ortiz.